# Копти
Ко́пти (копт. ⲛⲓⲣⲉⲙⲛ̀ⲭⲏⲙⲓ, трансліт. niremənkhēmi, від грец. αιγυπτος – «єгиптянин», араб. قبط, множина أقباط‎) – етно-конфесійна група, нащадки давніх єгиптян.

## Територія проживання та чисельність
Копти живуть переважно в містах Єгипту, інколи у маленьких містечках складаючи основу населення. Невеликі громади коптів є в Судані, Туреччині, Ізраїлі, Йорданії, Іраку, Кувейті та інших державах.
Про чисельність судити складно, адже спеціальних підрахунків не ведеться. Оцінно – понад 9 млн людей. Деякі офіційні оцінки стверджують, що християни (з яких більшість копти) становлять від 5 % до 10 % або менше населення, з більше ніж 83 млн єгиптян в той час як інші незалежні і християнські джерела оцінюють набагато вище цифри, до 23 % населення.
Копти в Судані налічують близько половини мільйона або 1 % від населення Судану.

## Мова та релігія
Копти розмовляють єгипетським діалектом арабської мови. Коптська мова збереглася лише як мова церкви — нею написані церковні книжки і ведеться церковна служба.

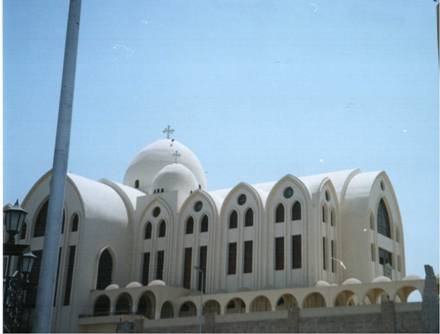
Сучасна будівля коптської церкви в Асуані

Копти сповідують християнство монофізитського толку (Коптська православна церква), ще незначна частка — християни-уніати (Коптська католицька церква) і протестанти, переважно пресвітеріани.

## Історія

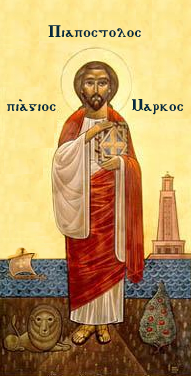
Коптська ікона святого Марка

Копти — нащадки давніх єгиптян, до арабської навали у VII столітті складали основне населення Єгипту. Значна частина коптів, навернувшись до ісламу, асимілювалася з арабами, вплинувши на етногенез єгипетських арабів.
Мусульманські завойовники як у адміністративний, так і економічний спосіб добивалися ісламізації коптів: землі монастирів передавалися мечетям, немусульман обкладали більш високими податками, у тому числі земельними. Саме тому монофізитство більшою мірою затрималося в містах, де копти навпаки являли економічно сильну потугу, зайняті переважно в секторі роздрібної і дрібногуртової торгівлі.
Єгипетський перепис 1897 повідомив, що відсоток немусульман — 14,7 % (13,2 % християн, 1,4 % євреїв). Єгипетський перепис 1986 повідомив відсоток немусульман — 6,1 % (5,7 % християн, 0,4 % євреїв). Зниження в єврейському поданні інтерпретується через створення держави Ізраїль, і подальшу еміграцію єгипетських євреїв. Там немає пояснення для зниження відсотка християн на 55 %, було висловлено припущення, що єгипетські переписи, проведені після 1952 були сфальсифіковані.

## Культура
Копти – творці оригінальної культури, представленої зокрема літературою, мистецтвом і архітектурою.
Збереглися стародавні пам'ятки коптської літератури, майже цілком церковної.
У IV-VII ст. копти створили своєрідне мистецтво, яке значною мірою розвинулося на культурних традиціях Давнього Єгипту.
Архітектура представлена базиліками, гробницями, 2-4 поверховими житловими будинками; образотворче мистецтво – настінними розписами в монастирях, рельєфами з каменю і дерева, мініатюрами й орнаментами в рукописах; декоративно-ужиткове мистецтво – високохудожніми тканинами, виробами зі слонової кістки тощо.
Сучасна матеріальна культура коптів майже не відрізняється від культури єгипетських арабів.

## Копти у сучасному єгипетському суспільстві
Становище коптів полегшилося лише на початку XIX століття за правління Мухамеда Алі. Копти брали участь у єгипетському антиколоніальному національно-визвольному русі за незалежність.
Значними досягненнями в галузі коптської культури були створення Коптського музею у 1910 році та Вищого інституту коптських студій у 1954 році.
Нині за родом занять копти – переважно службовці, клерки, ремісники, торговці, робітники.
Найвідомішим коптом в 20 столітті був єгипетський дипломат та політик Бутрос Бутрос Галі (коптською мовою його ім'я BOYTPOC BOYTPOC ΓΑΛΗ), який з 1992 до 1996 року займав посаду Генерального секретаря ООН.

## Цікаві факти, пов'язані з коптами
- За однією з версій, саме під впливом ісламу копти при вхідних дверях у церкву знімають взуття, проте лишаючись у головних уборах;
- Новий Рік копти відзначають 11 вересня (у високосний рік 12 вересня).